# Clyde King (veslač)
Clyde Whitlock King, ameriški veslač, * 6. september 1898, † 20. avgust 1982.
King je za ZDA nastopil na Poletnih olimpijskih igrah 1920 v Antwerpnu, kjer je v osmercem osvojil zlato medaljo.